# Игуманија Јустина (Керкезовић)
Јустина Керкезовић (Луке код Ивањице, 20. мај 1923 — Манастир Тавна, 26. јануар 1994) била је православна монахиња и хаџи-игуманија Манастира Тавне.

## Биографија
Игуманија мати хаџи Јустина (Керкезовић) рођена је 20. маја 1923. године у селу Луке код Ивањице, од честитих и побожних родитеља земљорадника.
Ступила је у Манастир Жичу код Краљева, 1948. године. Замонашена је 3. фебруара 1950. године у Жичи од стране епископа жичкога господина Јосифа Цвијовића, добивши монашко име Јустина.
Епископ зворничко-тузлански господин Нектарије Круљ, 1954. године из Манастира Жиче, доводи у Манастир Тавну код Бијељине, монахињу Јустину са сестринством где је 20. јуна 1954. године постављена за другу игуманију Манастира Тавне. Њеном заслугом и доприносом обновљена је манастирска црква и изграђени пратећи манастирски конак који је завршен 1983. године.
Године 1990. Манастир Тавна доживљава своју велику свечаност те године манастир посећује цариградски Патријарх Димитрије, заједно са својим домаћинима патријархом српским Германом Ђорићем и епископом зворничко-тузланским Василијом Качавендом. Том приликом је Патријарх Герман, одликовао игуманију Јустину Орденом Светог Саве другог реда, док је васељенски Патријарх Димитрије одликовао напрсним крстом.
Упокојила се у Господу у Манастиру Тавни 26. јануара 1994. године где је провела пуних 40. година као игуманија. Сахрањена је у манастирској порти.